# Cytheropteron vertex
Cytheropteron vertex is een mosselkreeftjessoort uit de familie van de Cytheruridae. De wetenschappelijke naam van de soort is voor het eerst geldig gepubliceerd in 1952 door Hornibrook.